# Polariskop

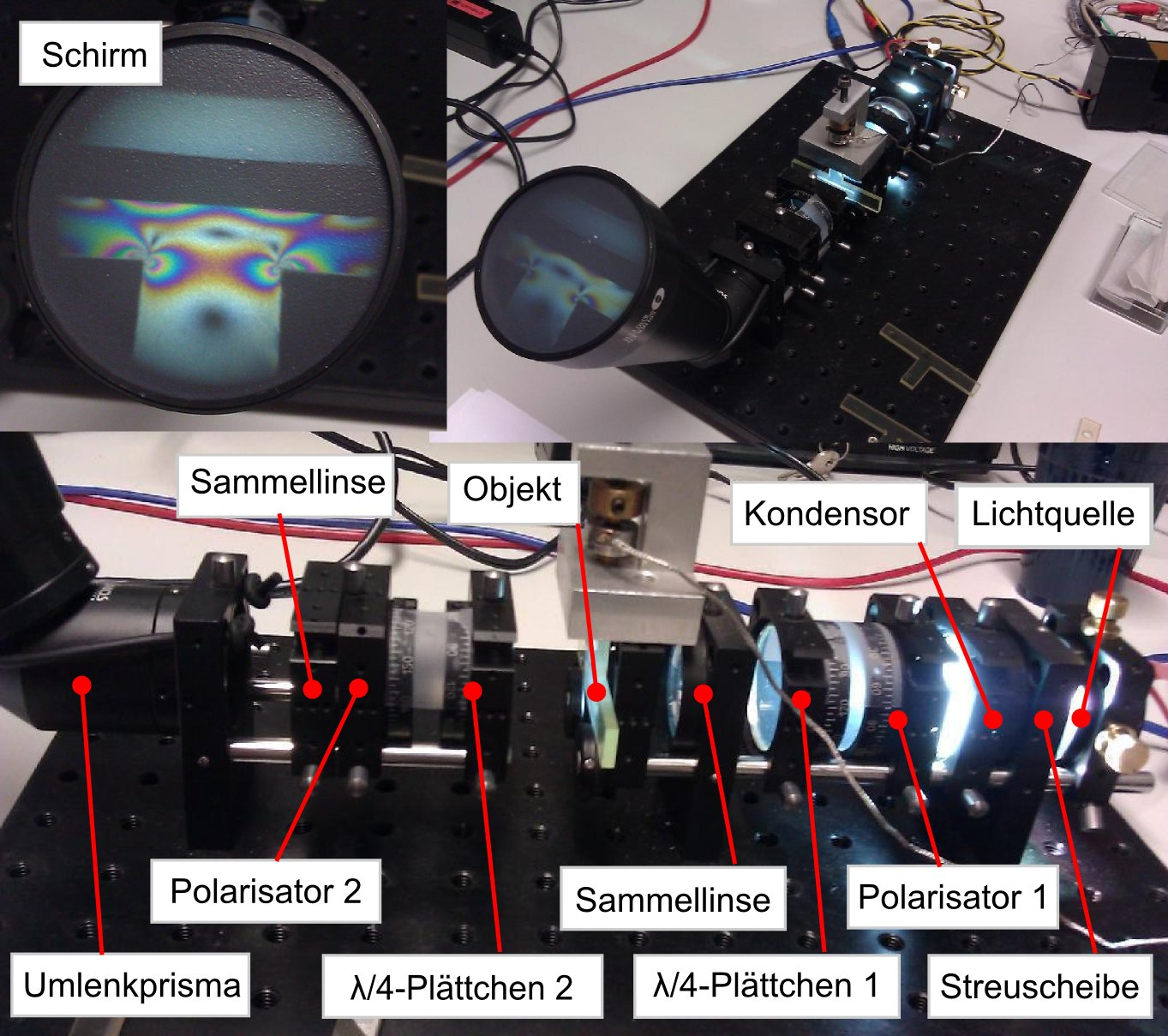
Dieser Aufbau verwendet zirkular polarisiertes Licht, das mit Hilfe des Polarisators 1 und des -Plättchens 1 erzeugt wird. Das Testobjekt ist ein auf Druck beanspruchtes Kunststoffteil.

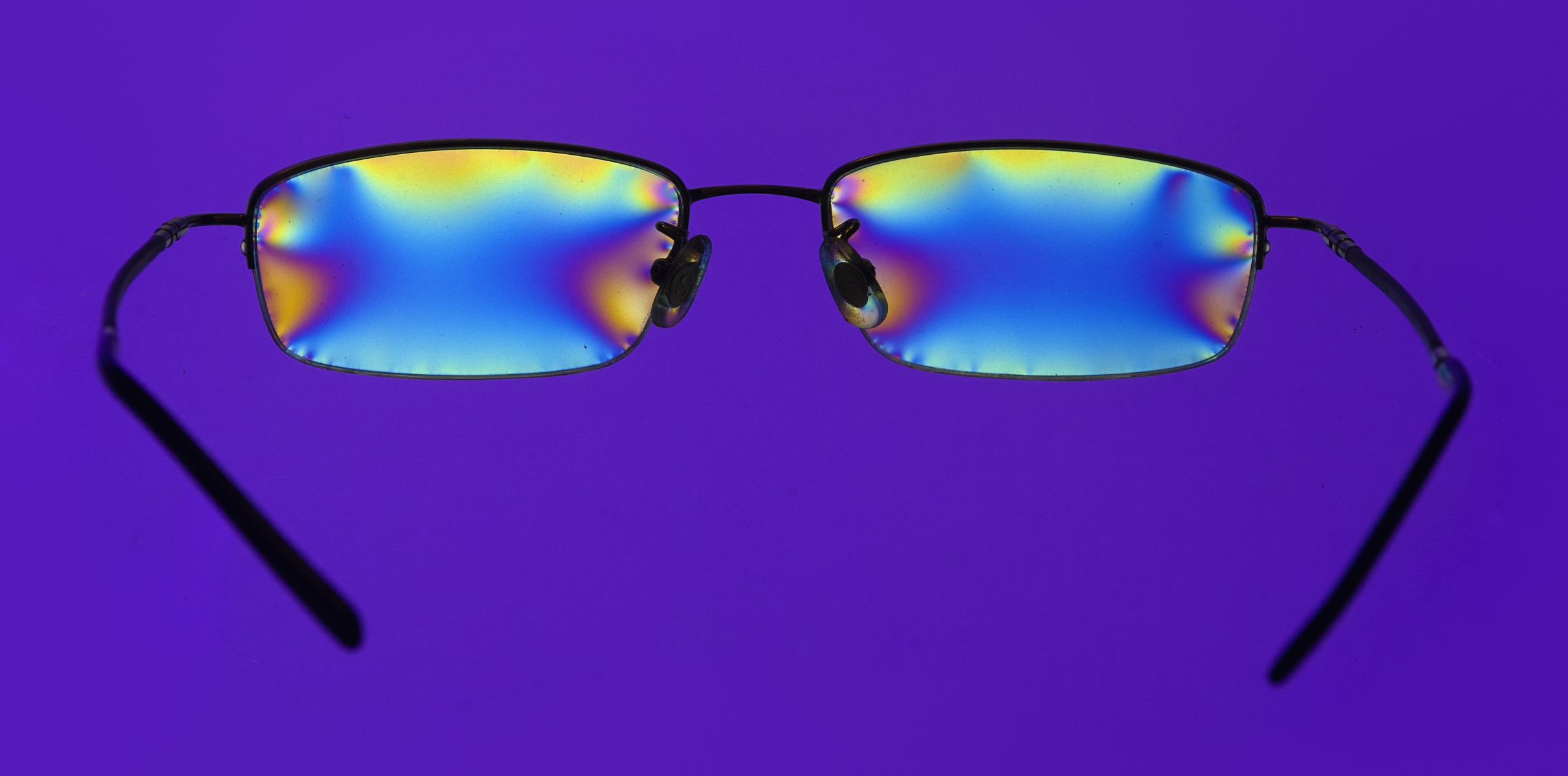
Verspannungen in Glas, die in einem Polariskop sichtbar werden.

Polariskop bezeichnet eine optische Anordnung von Polarisationsfiltern, mit der beispielsweise Spannungen im Glas sichtbar gemacht werden können. Sie wird insbesondere bei der Untersuchung von Edelsteinen und Halbedelsteinen verwendet, die im Polariskop zwischen zwei Polarisationsfiltern um 90 Grad gedreht werden. Dabei lassen sich schnell Klassifizierungen durchführen (Isotropie, Doppelbrechung u. a.) und möglicherweise gefälschte Steine erkennen.
In der zweiten Hälfte des 20. Jahrhunderts waren Polariskope in allen großen Unternehmen im Einsatz. Zum Ende des Jahrhunderts übernahm jedoch zunehmend die Finite-Elemente-Methode die Berechnung von Spannungen in Körpern. Aber auch heute noch werden  während der Ausbildung von Ingenieuren Polariskope eingesetzt, um Spannungen in Körpern besser zu verstehen. So können leicht Kerbwirkungen oder Spannungsspitzen an Bohrungen verdeutlicht werden. Zudem werden weiterhin die Geräte in der Kunststoff- und Glasindustrie zur Überprüfungen des Spannungszustandes von Bauteilen und z. B. Windschutzscheiben verwendet.